# Democratas de Esquerda
Os Democratas de Esquerda (em italiano: Democratici di Sinistra, DS) foi um partido político italiano de ideologia social-democrata.
Foi fundado em 1998 após a fusão do Partido Democrata de Esquerda com pequenos partidos social-democratas, trabalhistas, socialistas e eurocomunistas.
Governou Itália desde do ano da sua fundação até 2001 e, novamente, de 2006 a 2007, altura em se que fundiu com o partido Democracia e Liberdade - A Margarida para dar origem ao Partido Democrático.

## Resultados eleitorais

### Eleições legislativas

#### Câmara dos Deputados
| Data | Votos     | %         | Deputados | +/- | Status   | Notas         |
| ---- | --------- | --------- | --------- | --- | -------- | ------------- |
| 2001 | 6 151 154 | 16,6 (#2) | 137 / 630 |     | Oposição |               |
| 2006 | N/D       | N/D       | 123 / 630 | 14  | Governo  | na A Oliveira |

#### Senado
| Data | Votos     | %         | Deputados | +/- | Notas         |
| ---- | --------- | --------- | --------- | --- | ------------- |
| 2001 | N/D       | N/D       | 64 / 315  |     | na A Oliveira |
| 2006 | 5 977 347 | 17,5 (#2) | 62 / 315  | 2   |               |

### Eleições europeias
| Data | Votos     | %         | Deputados | +/- | Notas         |
| ---- | --------- | --------- | --------- | --- | ------------- |
| 1999 | 5 387 729 | 17,3 (#2) | 15 / 87   |     |               |
| 2004 | N/D       | N/D       | 12 / 78   | 3   | na A Oliveira |